# Mas de les Moreres
Mas de les Moreres – Són dues grans masies, situades a poca distància l’una de l’altra, a la vora dreta del riu d’Arbolí, al SE del Coll Negre i a la solana del serrat dels Andorrans. Vistos en conjunt, els diversos edificis fan l’efecte d’una caseria. Cadascuna de les masies té un nom particularitzat.
En primer lloc, tenim el mas de Baix, situada a l’O de l’altra, és el mas del Rodés, o del Busquets. L’altra, que s’havia dit el mas de Dalt, és el mas del Casacúries. Arran d’elles, passa l’antic camí del Camp al Priorat i, vora d’elles, hi fa cap, pel coll Negre, el camí a Cornudella dit del Camp. Era el mateix camí: procedent del Camp pel coll d’Alforja, al Mas de les Moreres es bifurcava, amb un ramal cap al Priorat i l’altre cap a les Garrigues. Reparto 1839 posa el mas de les Moreres entre els hostals. Atesa llur situació estratègica a la cruïlla que s’ha dit, és raonable que un dels dos masos hagués fet aquest servei. Això mateix -amb la coincidència d’ésser un punt ben assolellat i afavorit amb una certa abundància d’aigua- devia propiciar l’erecció dels edificis, probablement no gaire després -si no abans- de la reconquesta cristiana.
El pintor vilanovíiu Pascual Rodés, descendent d’un dels darrers propietaris del mas de les Moreres de Baix, o del Rodés, hi havia passat temporades, cap als anys 30 del segle xx, junt amb el literat Domènec Guansé, i en 1940, per recuperar-se del trasbals d’haver perdut la guerra. Abans, en el mes de setembre de 1894, la família Rodés hi havia acollit -ja força malalt- el crític literari tarragoní Josep Yxart i de Moragas, traspassat en 1895 (Narcís Oller, Memòries Literàries, 259).
Sovint sense poder delimitar si els noms antics corresponen a l’un o l’altre dels masos coneguts genèricament com de les Moreres, sabem que s’havia utilitzat el nom de mas de la Ribera, del qual hi ha constància en 1524. Era cap a la mateixa època en què es parlava del mas d’en Martorell. L’últim any del segle xv, un tal Martorell tenia un mas vora el camí del Camp i podem suposar que era un dels masos de les Moreres. Sabem que Joan Martorell era àlies Ferrer i, doncs, quan en 1606, trobem un mas d’en Ferrer, dit de les Moreres, entenem que el mas continuava en poder de la família Martorell-Ferrer. Fort 51r aclareix que el mas de Pere Martorell era el de les Moreres de Baix. Just entrat el primer terç del segle XVII, apareix el cognom Pellisser vinculat al mas de les Moreres. A partir d’aquell any 1636 i fins al 1789, trobem els Pellisser lligats al mas. En el segle XIX, segurament al primer treç, apareixen els Rodés. En 1620, hi ha un Juncosa relacionat amb el mas de Dalt, que també s’ha dit del Catarranyo i es diu del Casacúries, tots dos renoms referits als Juncosa.
Una hipòtesi, potser una mica arriscada, seria que s’hagués conegut també per mas de n’Escuder, a finals del segle XIV. No seria estrany que aquest mas fos un dels quatre que Jaume Puigverd va rebre de Jaume I en 1258. Tota aquesta informació s’ha obtingut examinant la documentació que ens ha caigut als dits, sense consultes específiques per a obtenir dades d’aquests masos.